# Norbert Mundo
Norbert Mundo (né le 24 septembre 1960) est un joueur allemand de hockey sur glace. Il a joué notamment pour le Mannheim ERC dans le championnat d'Allemagne de hockey sur glace.

## Carrière
Durant la saison 1979-1980, il est défenseur du Mannheim ERC et devient champion d'Allemagne. Après sa carrière de joueur, il participe à l'accession du Heilbronner Falken lors de la saison 1985-1986 dans la 2. bundesliga .